# Mythozoum antennatum
Mythozoum antennatum är en skalbaggsart som beskrevs av Reé Michel Quentin och Jean François Villiers 1979. Mythozoum antennatum ingår i släktet Mythozoum och familjen långhorningar. Inga underarter finns listade i Catalogue of Life.